# Бобовац
Бобовац (на босненски: Bobovac) е средновековна крепост в Босна и Херцеговина.
Построена от бан Стефан II Котроманич, тя се споменава за пръв път през 1349 година, като през следващите години е столица на Босненското банство наред с Кралева Сутеска. Крал Стефан Томашевич по време на войната си с османците премества столицата в град Яйце. Крепостта е превзета от османците през 1463 година.

## Културни забележителности
В Бобовац се намира гробницата на босненските крале. При археологически разкопки са разкрити девет скелета в общо пет гробници в мавзолея, които принадлежат на Стефан Дабиша, Остоя Котроманич, Стефан Остоич, Твъртко II и Стефан Томаш, предполага се, че единственият женски скелет може да принадлежи на кралица Куява Радинович.